# Heinz Hufnagl
Heinz Hufnagl (* 29. August 1949 Wien) ist ein österreichischer Politiker (SPÖ). Er war von 1984 bis 2015 Abgeordneter zum Wiener Landtag und Gemeinderat und von 2005 bis 2010 Dritter Präsident des Wiener Landtages.

## Ausbildung und Beruf
Heinz Hufnagl besuchte die Volksschule Fockygasse (Meidling) und das Bundesrealgymnasium Reinprechtsdorfer Straße (Margareten), wo er 1967 maturierte. Er trat danach in die Österreichische Länderbank AG ein und ist noch heute für den Rechtsnachfolger Bank Austria tätig. Seit 1991 ist Hufnagl Chefexperte im Bereich Sondergestion für Klein- und Mittelbetriebe.

## Politik
Hufnagl arbeitet seit 1966 in der SPÖ-Wien mit. Hufnagl wurde 1969 zum stellvertretenden Sektionsvorsitzender, 1980 zum Sektionsvorsitzenden in Meidling gewählt. Er war 1978 bis 1984 Bezirksrat in Wien-Meidling und wechselte 1984 in den Wiener Landtag und Gemeinderat. Dort wurde er 1997 zum Vorsitzenden des Umweltausschusses gewählt und 2005 zum Dritten Präsidenten des Wiener Landtages. Seit 1990 ist Hufnagl zudem stellvertretender Bezirksvorsitzender in Meidling.
Im Jahr 2007 überraschte Hufnagl im Rahmen eines Koran-Wettsingens im Austria Center mit der Einschätzung, dass Islamkritik ein "teuflischer Gedanke" sei. Die Kritik des Landeshauptmanns von Niederösterreich Erwin Pröll an Minaretten kritisierte er als "Ausdruck erbärmlicher Intoleranz und Ignoranz".